# Kalalavadi, Mysore
Kalalavadi là một làng thuộc tehsil Mysore, huyện Mysore, bang Karnataka, Ấn Độ.